# Choceń (gromada)
Choceń – dawna gromada, czyli najmniejsza jednostka podziału terytorialnego Polskiej Rzeczypospolitej Ludowej w latach 1954–1972.
Gromady, z gromadzkimi radami narodowymi (GRN) jako organami władzy najniższego stopnia na wsi, funkcjonowały od reformy reorganizującej administrację wiejską przeprowadzonej jesienią 1954 do momentu ich zniesienia z dniem 1 stycznia 1973, tym samym wypierając organizację gminną w latach 1954–1972.
Gromadę Choceń z siedzibą GRN w Choceniu utworzono – jako jedną z 8759 gromad na obszarze Polski – w powiecie włocławskim w woj. bydgoskim, na mocy uchwały nr 24/17 WRN w Bydgoszczy z dnia 5 października 1954. W skład jednostki weszły obszary dotychczasowych gromad Bodzanowo, Janowo, Jarantowice, Krukowo i Marysin oraz wsie Zakrzewek i Choceń z dotychczasowej gromady Zakrzewek ze zniesionej gminy Śmiłowice w tymże powiecie. Dla gromady ustalono 25 członków gromadzkiej rady narodowej.
31 grudnia 1961 do gromady Choceń włączono wsie Borzymowice, Szczytno, Siewiersk, Borzymie, Niemojewo i Ługowiska oraz miejscowości kolonia Borzymie, Borzymie osada fabryczna i kolonia Niemojewo ze zniesionej gromady Borzymowice w tymże powiecie.
1 stycznia 1972 do gromady Choceń włączono sołectwa Śmiłowice Pierwsze, Śmiłowice Drugie, Olganowo i Kuźnice ze zniesionej gromady Śmiłowice, sołectwo Lutobórz ze zniesionej gromady Kłóbka oraz sołectwa Wilkowice, Wilkowiczki, Szczutkowo, Czerniewice, Pustki Choceńskie, Nowa Wola, Wola Nakonowska, Grabówka i Nakonowo Stare ze zniesionej gromady Czerniewice w tymże powiecie.
Gromada przetrwała do końca 1972 roku, czyli do kolejnej reformy gminnej. 1 stycznia 1973 w powiecie włocławskim utworzono gminę Choceń.